# Lisa Tuttle
Lisa Gracia Tuttle (ur. 16 września 1952 w Houston) – amerykańska pisarka fantasy, science-fiction i horrorów. Opublikowała kilkanaście powieści, siedem zbiorów opowiadań i wiele tytułów non-fiction włączając w to wydawnictwo encyklopedyczne Encyclopedia of Feminism (1986). Zredagowała kilka antologii i recenzowała książki w różnych publikacjach. Mieszka w Wielkiej Brytanii od 1981 roku.
W 1974 zdobyła roku nagrodę im. Johna W. Campbella dla najlepszego nowego pisarza s-f. W 1982 roku otrzymała nagrodę Nebula w kategorii „miniatura literacka” za „The Bone Flute”, której nie przyjęła. Za „In Translation” otrzymała w 1989 roku nagrodę BSFA w kategorii krótkiej powieści fikcyjnej.

## Kariera
Lisa Tuttle zaczęła pisać kiedy uczęszczała do The Kinkaid School w Piney Point Village w Teksasie. Podczas nauki w Mirabeau B. Lamar Senior High School w Houston działała w stowarzyszeniu fantastyki „Houston Science Fiction Society”, dla którego założyła i redagowała fanzin Mathom. Na uniwersytecie Syracuse w Nowym Jorku pisała dla fanzinu Tomorrow And… i kilku alternatywnych gazet. W 1971 roku Lisa Tuttle wzięła udział w odbywających się wtedy na uniwersytecie Tulane w Nowym Orleanie warsztatach Clarion Workshop, po których sprzedała swoje pierwsze opowiadanie „Stranger in the House”, które ukazało się w 1972 roku w antologii Clarion II redagowanej przez Robina Wilsona. W 1974 roku Lisa Tuttle uzyskała tytuł licencjata literatury angielskiej i przeniosła się do Austin w Teksasie, gdzie pracowała przez pięć lat jako dziennikarka w gazecie Austin American-Statesman.
W 1973 roku Lisa Tuttle i kilku innych pisarzy science-fiction, w tym Howard Waldrop, Steven Utley i Bruce Sterling założyli warsztaty pisarskie „Turkey City Writer’s Workshop” w Austin. W 1974 roku dołączyła do laureatów nagrody im. Johna W. Campbella dla najlepszego nowego pisarza s-f. Lisa Tuttle współpracowała z George’em R.R. Martinem przy noweli The Storms of Windhaven, która była nominowana do nagrody Hugo w 1976 roku. Później wspólnie rozwinęli tę nowelę w powieść Przystań wiatrów (Windhaven), opublikowaną w 1981 roku.
Podczas następnych 25 lat napisała kilka powieści science-fiction i fantasy, w tym Lost Futures (1992), która została nominowana do nagród Arthura C. Clarke’a i Jamesa Tiptree Jr. Pisała i publikowała również literaturę dla młodzieży między innymi Catwitch (z ilustracjami Uny Woodruff) (1983), Panther in Argyll (1996) i Love-on-Line (1998).
Pisała również pod różnymi pseudonimami wspólnymi z innymi autorami pozycje do różnych serii książkowych. W 1987 pod pseudonimem Laura Waring napisała Megan’s Story na podstawie serialu TV Na sygnale. Pod pseudonimem Maria Palmer napisała Virgo: Snake Inside (1995) do serii Horrorscopes, dwunastu książek dla młodzieży (chociaż później książka została wznowiona pod jej własnym nazwiskiem).
Była współautorką serii książek dla młodzieży Dolphin Diaries (2000–2002) pisząc osiem książek z tej serii wydawanych pod nazwiskiem Ben M. Baglio w Stanach Zjednoczonych, a pod nazwiskiem Lucy Daniels w Wielkiej Brytanii.
Oprócz fikcji Lisa Tuttle publikuje inne pozycje w tym Encyclopedia of Feminism (1986) i Writing Fantasy and Science Fiction (2002). Była również redaktorką kilku antologii między innymi Skin of the Soul: New Horror Stories by Women (1990) i Crossing the Border: Tales of Erotic Ambiguity (1998) obejmującą tematykę transgenderyzmu.
Utwory literackie Lisy Tuttle często skoncentrowane są na społecznych problemach płci, których bohaterki są zdeterminowanymi kobietami kwestionującymi swoją tożsamość. Brytyjski autor David V. Barrett napisał, że jej historie są „emocjonalnie drażliwe” i „sprawiają, że nie tylko myślisz, ale i czujesz”.
Jej utwory science-fiction są zaliczane do fantastyki feministycznej i The Cambridge Guide to Women’s Writing in English twierdzi, że wiele jej opowieści wykorzystuje elementy science-fiction i horroru by „przedstawić aspekty ludzkiego, a w szczególności kobiecego bytu”. Określa się w nim The Pillow Friend jako jej „najbardziej satysfakcjonującą” powieść, pisząc że ona „posługuje się bardziej niejasnościami w wykorzystaniu wyimaginowanych przyjaciół, fantomowych ciąż i jadalnych chłopaków”.
Lisa Tuttle uczy pisania w kilku instytucjach, w tym w Clarion West and the Citylit College w Londynie. Recenzowała także książki dla The Sunday Times. W 1989 roku otrzymała nagrodę BSFA w kategorii krótkiej formy literackiej za „In Translation”. Jej opowiadanie „Replacements” zostało w 1999 roku zaadaptowane na odcinek kanadyjskiego serialu telewizyjnego The Hunger a inne jej opowiadanie „Community Property” było podstawą krótkiego francuskiego filmu Propriété commune w 2005 roku.

### Kontrowersje związane z nagrodą Nebula
W 1982 roku Lisa Tuttle została pierwszą i jak do tej pory jedyną osobą, która odmówiła przyjęcia nagrody Nebula nadawanej przez stowarzyszenie Science Fiction and Fantasy Writers of America (SFWA). Jej opowiadanie „The Bone Flute”, które opublikowała w maju 1981 roku w The Magazine of Fantasy & Science Fiction zostało na początku 1982 roku nominowane do nagrody Nebula w kategorii krótkiej formy literackiej. Lisa Tuttle miała obiekcje do nominowanego w tej kategorii George’a Guthridge’a, który rozesłał swoje opowiadanie „The Quiet” do członków stowarzyszenia SFWA wraz z napisanym na jego prośbę listem przewodnim redaktora The Magazine of Fantasy & Science Fiction Edwarda L. Fermana. Chociaż takie postępowanie jest obecnie powszechnie akceptowane, to wówczas było ono rzadko stosowane. SFWA nie miało w tym zakresie żadnych reguł. Lisa Tuttle wysłała list do dyrektora nagrody Nebula Franka Catalano, pisząc „Nie akceptuję tego rodzaju kampanii” i żądając wycofania jej opowiadania. Kiedy została poinformowana, że jest zwyciężczynią, gdyż „The Bone Flute” zostało wybrane najlepszą krótką formą literacką przed otrzymaniem przez Franka Catalano jej listu, odpowiedziała, że nie odbierze nagrody ponieważ wycofała opowiadanie z konkursu. Lisa Tuttle powiedziała, że nie będzie uczestniczyła w rozdaniu nagród 24 kwietnia 1982 r. i zażądała by powód jej odmowy został podany podczas ceremonii. Jednak w dniu 29 kwietnia 1982 roku, skontaktował się z nią edytor Pocket Books, który powiedział, że odebrał jej nagrodę. Na ceremonii nie wspomniano o jej odmowie przyjęcia nagrody.
Później, George RR Martin, z którym Lisa Tuttle współpracowała przy Przystani wiatrów (Windhaven), napisał list otwarty do SFWA, w którym powiedział, że choć niekoniecznie zgadza się z jej decyzją o odrzuceniu nagrody, to sprzeciwia się sposobowi w jaki stowarzyszenie potraktowało jej odmowę. Martin napisał: „Ona w imię zasad zdobyła się na trudne i znaczące wyrzeczenie i [...] jestem głęboko przekonany, że miała prawo by być wysłuchaną.” W wyniku tych kontrowersji Guthridge na dekadę zarzucił pisanie, a w ogóle przestał pisać science-fiction. Zapytana w wywiadzie w 2003 roku, czy żałowała odmowy przyjęcia nagrody Nebula, Lisa Tuttle powiedziała: „Żałuję przede wszystkim tego, że ludzie mogą zakładać, że z zasady sprzeciwiam się nagrodom i nigdy nie nominować nic mojego do niczego więcej! Bardzo chciałbym wygrać jakieś nagrody, zwłaszcza te połączone z pieniędzmi...”

## Życie prywatne
Lisa Tuttle przez kilka lat mieszkała z pisarzem Stevenem Utleyem. W styczniu 1981 roku wyjechała do Londynu, gdzie poślubiła brytyjskiego pisarza Christophera Priesta. Małżeństwo to zakończyło się rozwodem w 1987 roku. W 1990 roku przeprowadziła się do szkockiej wsi Torinturk, gdzie obecnie mieszka z drugim mężem, edytorem Colinem Murrayem i ich córką Emily.

### Powieści
- Przystań wiatrów (Windhaven) (1981) (z George’em R.R. Martinem) – nominowana do nagrody Locusa w 1982 r. Wydana w Polsce w 1997
- Familiar Spirit (1983)
- Catwitch (1983) (z Uną Woodruff) – powieść dla młodzieży
- Angela’s Rainbow (1983) (z Michaelem Johnsonem)
- Gabriel (1987)
- Megan’s Story (1987) (jako Laura Waring) – książka związana z serialem TV Na sygnale
- Lost Futures (1992) – nominowana w 1992 roku do nagród im. Arthura C. Clarke’a i Jamesa Tiptree Jr.
- Virgo: Snake Inside (1995) (jako Maria Palmer, później wydana pod jej własnym nazwiskiem) – dla młodzieży
- Panther in Argyll (1996) – dla młodzieży
- The Pillow Friend (1996)
- Love On-line (1998) – dla młodzieży
- Mad House (1998) – dla młodzieży
- My Death (2004)
- The Mysteries (2005)
- The Silver Bough (2006)
- The Curious Affair of the Somnambulist and the Psychic Thief (2016)

### Dolphin Diaries
(Seria książek dla dzieci napisana przez Lisę Tuttle, ale opublikowana pod wspólnym pseudonimem Ben M. Baglio (w USA) a Lucy Daniels (w Wielkiej Brytanii). Seria zawiera jeszcze dwie powieści, które nie zostały napisane przez Lisę Tuttle)
- Into the Blue (2000)
- Touching the Waves (2000)
- Riding the Storm (2000)
- Under the Stars (2000)
- Chasing the Dream (2001)
- Racing the Wind (2001)
- Following the Rainbow (2001)
- Dancing the Seas (2002)

### Zbiory opowiadań
- A Nest of Nightmares (1986)
- A Spaceship Built of Stone and Other Stories (1987)
- Memories of the Body: Tales of Desire and Transformation (1990)
- Ghosts and Other Lovers (2001)
- My Pathology (2001)
- Stranger in the House: The Collected Short Supernatural Fiction, Volume One (2010)
- Objects in Dreams (2012)

### Opowiadania
- „Osobliwa opowieść o deodandzie” („The Curious Affair of the Deodand”) (2011), w antologii urban fantasy Chodząc nędznymi ulicami (Down These Strange Streets), redagowanej przez George’a R.R. Martina i Gardnera Dozoisa. W Polsce w 2012 r.
- “Dziwny przypadek zmarłych żon” (“The Curious Affair of the Dead Wives”) (2014), w antologii Łotrzyki (Rogues), redagowanej przez George’a R.R. Martina i Gardnera Dozoisa. W Polsce w 2015 r.

### Non-fiction
- Children’s Literary Houses (1984) (z Rosalind Ashe)
- Encyclopedia of Feminism (1986)
- Heroines: Women Inspired by Women (1988)
- Writing Fantasy and Science Fiction (2002)

### Redagowane antologie
- Skin of the Soul: New Horror Stories by Women (1990)
- Crossing the Border: Tales of Erotic Ambiguity (1998)